# Phytocoris dimidiatus
Phytocoris dimidiatus är en insektsart som beskrevs av Carl Ludwig Kirschbaum 1855. Phytocoris dimidiatus ingår i släktet Phytocoris och familjen ängsskinnbaggar. Arten är reproducerande i Sverige. Inga underarter finns listade i Catalogue of Life.